# 嶺南新村
嶺南新村（英語： Ling Nam San Tsuen）是一個已清拆的寮屋區，位於香港九龍觀塘區油塘東部，於1980年代末至1996年間逐步被清拆。政府提供前嶺南新村的土地予房委會興建公共房屋，即為現今的鯉魚門邨和高宏苑。

## 地理
嶺南新村位於九龍半島油塘東部魔鬼山西北和西南面山腳一帶，北面是油塘中心、油塘邨及高超道邨，東面是油塘工業區，南面是酒灣（三家村避風塘）及鯉魚門。嶺南新村可分為上下村，居民主要聚居於酒灣（三家村避風塘）以北的海灣，村口有一條跨涌的五孔花崗岩石拱橋連接鯉魚門下環，橋上建有「鯉魚門嶺南新村」的牌坊，懸掛著青天白日滿地紅旗 ，兩側有對聯「嶺上難胞辛苦耕耘皆自力，南中壯士忍辱偷生暫從權」，由鯉魚門海濱學校顏君寶老師所題。北面沿上魔鬼山山路的山麓有農田。

## 歷史
1900年代初，嶺南新村的原址建有跨涌行車橋和馬路，由酒灣的鯉魚門碼頭延伸上魔鬼山，以便運送建築材料興建魔鬼山炮台（於1902年落成）。
1948年國共內戰，戰事由黃河流域蔓延至長江流域，中華民國政府在1949年1月宣佈遷都廣州，很多戰敗及受傷的中華民國國軍及眷屬隨政府南移到廣東一帶。1949年年底國民政府失守，國軍撤出大陸、退守台灣，不少國軍官兵因未能趕及登上撤退到台灣的船艦以及躲避赤化的大陸人士、原國民政府官员和商人湧入香港暫居。
香港政府社會局（社會福利署前身）初期曾經將部分難民送往台灣及當時尚由中華民國政府控制的海南島上。而起初到香港的國軍老兵都是居住在當時香港政府安置的香港島西面山區摩星嶺公民村，一些國共內戰失利的國軍軍眷成為難民踴入香港，部分於現時堅尼地城鐘聲游泳棚及加惠台搭建棚屋，依靠行乞或東華醫院救濟，為數多達三千多人。1950年香港政府將他們安置在摩星嶺道域多利兵房及舊機關槍堡壘與兵營內，雖然離市區不遠但頗為荒涼，東華醫院則繼續為難民提供飯菜。
1950年4月18日，香港政府行政局的會議上，擬定於摩星嶺難民營搬遷到大嶼山的梅窩，不過受到當地村民反對。除梅窩外，當年政府建議把難民遷至東涌、長洲等，亦遭到當地居民反對。
然而在1950年6月18日端午節，發生秧歌舞事件。一群約80餘人，當時支持中国共產黨的學生前往摩星嶺難民區跳中國共產黨慶祝活動時常用的秧歌舞向國民革命軍的老兵們挑釁，最後更演變成流血衝突。事件促使香港政府警覺有必要分隔左右兩派人士的勢力範圍。結果一星期後，在6月25及26日社會局聯同警方以兩天時間匆匆地以渡輪分批把6,000多名支持國民政府的難民遷離市區，往魔鬼山邊的一處偏僻荒地棲身，以防衝突再現，即現今的調景嶺。隨後又有不少人徒步絡繹而至，前往調景嶺居住。
由於調景嶺三面環山，只有攀山越嶺，走崎嶇的山路才能經鯉魚門到市區工作或讀書。因此有少數國軍和眷屬就直接在鯉魚門旁的山麓開山建屋，並命名為嶺南新村，取調景嶺南新村之意。1953年，來往調景嶺至鯉魚門的山路落成，即係嶺南路。
1952年起，香港路德會在鯉魚門及嶺南新村一帶展開傳道工作，在海濱學校開辦主日學。1954年，香港路德會向政府申請在嶺南新村山崗上興建教堂和校舍。1955年，聖腓力堂建成，教會同時在上址開辦了聖腓力學校，1972年學校遷往高超道邨獲政府津貼成為津貼小學，教堂亦遷到觀塘，原址改辦幼稚園。1990年，幼稚園遷到觀塘翠屏村，學校亦由高超道遷到沙田。
1962年，聖母聖心會到鯉魚門創辦聖雅各伯堂，並設立診所和開辦德基幼稚園。1990年，位於油塘中心南面的新堂落成。
1956年3月26日，兩架隸屬於英國海軍半人馬號航空母艦上811海軍航空隊的海鷹戰鬥機WM990 173號和 WM997 240號在鯉魚門一帶參加演習時，由於濃霧視野不良，兩架飛機於鯉魚門附近上空相撞，繼而WM997號墜毀於嶺南新村的佛觀山下；WM990號墜毀於魔鬼山，地面一間房屋著火被毀，一名老婦燒死。路德會聖腓力堂及其他屋舍都有不同情度的損毀。

## 遺跡
- 樹立在鯉魚門嶺南新村路德會聖腓力堂的十字架
- 聖母巖
- 聖腓力學校的牌匾
- 嶺南古廟：嶺南古廟於1975年由「慈齋善社」興建，位處油塘山區魔鬼山西崖下，近高超道高翔苑入口。「慈齋善社」曾於六十年代在觀塘順天邨位置的山上建廟，名「秀茂洞」，因遭遷拆而於現址建廟。
- 華嚴閣
- 鯉魚門(嶺南新村)公廁